# Бранч (Ньюфаундленд і Лабрадор)
Бранч (англ. Branch) — містечко в Канаді, у провінції Ньюфаундленд і Лабрадор.

## Населення
За даними перепису 2016 року, містечко нараховувало 228 осіб, показавши скорочення на 7,7%, порівняно з 2011-м роком. Середня густина населення становила 14,1 осіб/км².
З офіційних мов обидвома одночасно не володів жоден з жителів, тільки англійською — 225.
Працездатне населення становило 58,5% усього населення, рівень безробіття — 33,3% (43,8% серед чоловіків та 0% серед жінок). 91,7% осіб були найманими працівниками, а 0% — самозайнятими.
39% мешканців мали закінчену шкільну освіту, не мали закінченої шкільної освіти — 39%, 22% мали післяшкільну освіту.
| Статево-вікова структура населення | Статево-вікова структура населення | Статево-вікова структура населення | Статево-вікова структура населення | Статево-вікова структура населення |
| ---------------------------------- | ---------------------------------- | ---------------------------------- | ---------------------------------- | ---------------------------------- |
|                                    |                                    |                                    |                                    |                                    |
| Всього                             | Всього                             | 53,3%46,7%                         |                                    |                                    |
| 0 — 14 років                       | 0 — 14 років                       |                                    | 8,9%                               | 8,9%                               |
| 15 — 64 років                      | 15 — 64 років                      |                                    | 64,4%                              | 64,4%                              |
| 65 і більше                        | 65 і більше                        |                                    | 26,7%                              | 26,7%                              |
| Середній вік (років)               | Середній вік (років)               | 51,748,0                           | 50,0                               | 50,0                               |
| Медіана (років)                    | Медіана (років)                    | 56,854,5                           | 56,4                               | 56,4                               |
| — чоловіки — жінки                 |                                    |                                    |                                    |                                    |

| Походження мешканців:     | Походження мешканців:     | Походження мешканців: | Походження мешканців: | Походження мешканців: |
| ------------------------- | ------------------------- | --------------------- | --------------------- | --------------------- |
| Походження                |                           |                       | осіб                  | %                     |
| Корінні американці        | Корінні американці        |                       | 0                     | 0%                    |
| Інше північноамериканське | Інше північноамериканське |                       | 110                   | 50%                   |
| Європейське               | Європейське               |                       | 160                   | 72.73%                |
| британське                | британське                |                       | 160                   | 72.73%                |

| Зайнятість населення за галузями (за класифікацією NOC): | Зайнятість населення за галузями (за класифікацією NOC): | Зайнятість населення за галузями (за класифікацією NOC): | Зайнятість населення за галузями (за класифікацією NOC): | Зайнятість населення за галузями (за класифікацією NOC): |
| -------------------------------------------------------- | -------------------------------------------------------- | -------------------------------------------------------- | -------------------------------------------------------- | -------------------------------------------------------- |
|                                                          |                                                          |                                                          |                                                          |                                                          |
| Управління                                               | Управління                                               |                                                          | 9,1%                                                     | 9,1%                                                     |
| Охорона здоров'я                                         | Охорона здоров'я                                         |                                                          | 9,1%                                                     | 9,1%                                                     |
| Освіта, правозахист, муніципальні та урядові служби      | Освіта, правозахист, муніципальні та урядові служби      |                                                          | 9,1%                                                     | 9,1%                                                     |
| Роздрібна торгівля та послуги                            | Роздрібна торгівля та послуги                            |                                                          | 9,1%                                                     | 9,1%                                                     |
| Гуртова торгівля, транспорт та обладнання                | Гуртова торгівля, транспорт та обладнання                |                                                          | 40,9%                                                    | 40,9%                                                    |
| Природні ресурси, сільське господарство                  | Природні ресурси, сільське господарство                  |                                                          | 22,7%                                                    | 22,7%                                                    |

## Клімат
Середня річна температура становить 5,3°C, середня максимальна – 18,3°C, а середня мінімальна – -9,1°C. Середня річна кількість опадів – 1 561 мм.
| Клімат поселення                              | Клімат поселення | Клімат поселення | Клімат поселення | Клімат поселення | Клімат поселення | Клімат поселення | Клімат поселення | Клімат поселення | Клімат поселення | Клімат поселення | Клімат поселення | Клімат поселення | Клімат поселення |
| Показник                                      | Січ.             | Лют.             | Бер.             | Квіт.            | Трав.            | Черв.            | Лип.             | Серп.            | Вер.             | Жовт.            | Лист.            | Груд.            |                  |
| Середній максимум, °C                         | 1,25             | 0,75             | 3,19             | 7,54             | 11,79            | 15,88            | 17,30            | 18,33            | 15,71            | 11,13            | 6,80             | 2,59             |                  |
| Середня температура, °C                       | −3,67            | −4,16            | −1,73            | 2,63             | 6,86             | 10,98            | 14,13            | 15,16            | 12,54            | 7,95             | 3,63             | −0,59            |                  |
| Середній мінімум, °C                          | −8,59            | −9,08            | −6,64            | −2,29            | 1,94             | 6,05             | 10,96            | 11,98            | 9,37             | 4,78             | 0,46             | −3,76            |                  |
| Норма опадів, мм                              | 130              | 137              | 126              | 114              | 119              | 126              | 124              | 109              | 144              | 149              | 156              | 127              |                  |
| Середньомісячна швидкість вітру, м/с          | 8.66             | 7.76             | 7.27             | 6.57             | 5.70             | 5.21             | 5.01             | 5.15             | 5.81             | 6.75             | 7.55             | 8.28             |                  |
| Середньомісячна сонячна радіація, кДж/м²·день | 3964             | 6682             | 10777            | 14036            | 17359            | 19162            | 18918            | 16173            | 12310            | 7471             | 4280             | 3179             |                  |
| --------------------------------------------- | ---------------- | ---------------- | ---------------- | ---------------- | ---------------- | ---------------- | ---------------- | ---------------- | ---------------- | ---------------- | ---------------- | ---------------- | ---------------- |
| Джерело:                                      |                  |                  |                  |                  |                  |                  |                  |                  |                  |                  |                  |                  |                  |